# Agnieszka Michalska
Agnieszka Michalska primo voto Drężek (ur. 7 grudnia 1971 w Łodzi) – polska aktorka.

## Życiorys
Zadebiutowała jako aktorka w 1993 rolą Zosi w Weselu Stanisława Wyspiańskiego w reżyserii Ryszarda Krzyszychy, wystawianym w Teatrze im. Adama Mickiewicza w Częstochowie. W 1995 ukończyła studia na Wydziale Aktorskim PWSFTviT w Łodzi oraz zaczęła występować w Teatrze Powszechnym im. Jana Kochanowskiego w Radomiu.
W 1999 zaczęła pojawiać się jako Krysia Drewnowska, jedna z głównych bohaterek serialu Lokatorzy. Rola w produkcji zapewniła jej ogólnopolską rozpoznawalność. W 2004 została aktorką Teatru im. Stefana Jaracza w Olsztynie.
Oprócz ról teatralnych i filmowych wystąpiła także w teledysku do piosenki DJ Decksa „Zła dziewczyna” i do utworu Sobla „Biznes”.

## Życie prywatne
W latach 2002–2017 jej mężem był aktor Mariusz Drężek, z którym ma syna, Ignacego.

## Filmografia
| Rok       | Tytuł                                                          | Rola                                                                                               | Uwagi                                                        |
| --------- | -------------------------------------------------------------- | -------------------------------------------------------------------------------------------------- | ------------------------------------------------------------ |
| 1992      | W oka mgnieniu                                                 | | Widowisko telewizyjne                                        |
| 1993      | Limbo                                                          | | Etiuda szkolna                                               |
| 1994      | Polska śmierć                                                  | dziewczyna na imieninach                                                                           |                                                              |
| 1994      | Opowieść o kryzysie                                            | | Widowisko telewizyjne                                        |
| 1994      | Pamięć                                                         | | Etiuda szkolna                                               |
| 1995      | Grający z talerza                                              | Duża Janka                                                                                         |                                                              |
| 1995      | Pestka                                                         | przyjmująca telegram na poczcie                                                                    |                                                              |
| 1995      | Szabla od komendanta                                           | Aneczka „Brzózka”, ukochana Jakubka                                                                |                                                              |
| 1995      | Pajęczyna                                                      | Magda                                                                                              | Teatr Telewizji                                              |
| 1995      | To był skowronek                                               | Lukrecja                                                                                           | Teatr Telewizji                                              |
| 1996      | Maszyna zmian. Nowe przygody                                   | kobieta z reklamy                                                                                  | odc. 4                                                       |
| 1997      | Królowa złodziei (Marion Du Faouet – Chef De Voleurs)          | |                                                              |
| 1997      | W krainie Władcy Smoków (Spellbinder. Land Of The Dragon Lord) | uczennica na koniu                                                                                 | odc. 1, 2                                                    |
| 1997      | Złotopolscy                                                    | Jadzia, asystentka Marka Złotopolskiego                                                            | odc. 1, 3                                                    |
| 1999–2004 | Lokatorzy                                                      | Krysia Drewnowska                                                                                  |                                                              |
| 2004      | Tulipany                                                       | |                                                              |
| 2004      | Drimm                                                          | |                                                              |
| 2005      | Kryminalni                                                     | pielęgniarka                                                                                       | odc. 26                                                      |
| 2006      | Bulionerzy                                                     | urzędniczka w pośredniaku                                                                          | odc. 64                                                      |
| 2007      | Mamuśki                                                        | Zielińska                                                                                          | odc. 1                                                       |
| 2007      | Na dobre i na złe                                              | Agnieszka                                                                                          | odc. 298                                                     |
| 2007      | Odwróceni                                                      | żona „Lewara”                                                                                      | odc. 6                                                       |
| 2008      | Ojciec Mateusz                                                 | więzienny psycholog                                                                                | odc. 11, 108                                                 |
| 2008      | Gry wojenne                                                    | | Film dokumentalny, aktorka w filmie objęła funkcję lektora   |
| 2009      | Naznaczony                                                     | reporterka                                                                                         | odc. 7                                                       |
| 2009      | Pierwsza miłość                                                | Katarzyna Holtz–Wolińska, wydawca magazynu dla którego pracuje artysta fotografik Wojciech Manicki |                                                              |
| 2009      | Gry wojenne                                                    | | Serial dokumentalny, aktorka w filmie objęła funkcję lektora |
| 2010      | Mała matura 1947                                               | Maria Taschke, matka Ludwika                                                                       |                                                              |
| 2010      | Fredi artysta cyrkowy                                          | | Etiuda szkolna, aktorka zajęła się muzyką do filmu           |
| 2011      | Siła wyższa                                                    | Aldona                                                                                             |                                                              |
| 2012      | Ojciec Mateusz                                                 | psycholog                                                                                          | odc. 108                                                     |
| 2012      | Offline                                                        | policjantka                                                                                        |                                                              |
| 2012      | The World of Hemingway                                         | Mary Welsh Young                                                                                   |                                                              |
| 2012      | Komisarz Alex                                                  | sędzia                                                                                             | odc. 26                                                      |
| 2012      | Nad rozlewiskiem                                               | żona właściciela stacji benzynowej                                                                 | odc. 10                                                      |
| 2013      | Wszystko przed nami                                            | klientka Stefana                                                                                   | odc. 56, 72                                                  |
| 2013      | Podejrzani zakochani                                           | prokurator                                                                                         |                                                              |
| 2015      | Ojciec Mateusz                                                 | Teresa Świerczewska                                                                                | odc. 180                                                     |
| 2015      | Singielka                                                      | Iwona Grodecka                                                                                     | odc. 44, 45                                                  |
| 2016      | Pierwsza miłość                                                | Teresa, mama Filipa                                                                                |                                                              |
| 2016      | Ostatnia rodzina                                               | Helena                                                                                             |                                                              |
| 2018      | Na dobre i na złe                                              | Magda, matka Irki i Franki                                                                         | odc. 706                                                     |
| 2019      | Ojciec Mateusz                                                 | mecenas Wanda Kosowska                                                                             | odc. 271                                                     |
| 2019      | W rytmie serca                                                 | właścicielka sklepu jubilerskiego w Kazimierzu Dolnym                                              | odc. 46                                                      |
| 2019      | Komisarz Alex                                                  | mecenas Widzyk                                                                                     | odc. 148                                                     |
| 2019      | Pod powierzchnią                                               | terapeutka                                                                                         | odc. 9                                                       |
| 2019–2020 | Na Wspólnej                                                    | Wiktoria Kleczewska                                                                                |                                                              |
| 2021      | Komisarz Mama                                                  | Dorota Sobańska                                                                                    | odc. 5                                                       |